# Кейюга (округ)
Округ Кейюга (англ. Cayuga County) — округ штата Нью-Йорк, США. Население округа на 2000 год составляло 81961 человек. Административный центр округа — город Оберн.

## История
Округ Кейюга основан в 1799 году; назван в честь индейского племени Кайюга. Источник образования округа Кейюга: округ Онондага.

## География
Округ занимает площадь 1797,5 км².

## Демография
Согласно переписи населения 2000 года, в округе Кейюга проживало 81961 человек. По оценке Бюро переписи населения США, к 2009 году население уменьшилось на 3 %, до 79526 человек. Плотность населения составляла 44,2 человек на квадратный километр.